# جون إل. بروك
جون إل. بروك (بالإنجليزية: John L. Brooke) هو مؤرخ أمريكي، ولد في 1953.